# Sucevița
Sucevița là một xã thuộc hạt Suceava, România. Dân số thời điểm năm 2002 là 2599 người.